# Svar idag
Svar idag var ett radioprogram i Sveriges Radio P1 dit lyssnare kunde ringa in för att ställa frågor om vad som helst till ämnesexperter i studion.
Programmet sändes för första gången 1968, då med Per-Erik Lindorm, Cilla Ingvar och Thord Carlsson som programledare. Redan efter ett år kom Ursula Richter in som producent, och hon kom sedan att producera och leda programmet fram till nedläggningen 1991. 
Andra mångåriga medarbetare var språkvetaren Bertil Molde, Peter Nilson som besvarade frågor om astronomi, Alf Åberg som svarade för ämnet historia och Carl-Martin Edsman för teologi och religionsvetenskap, samt Staffan Bergsten som tog hand om frågor om litteratur. Under åren växlade medarbetarna med namn som Sten Söderberg, Håkan Norlén och Maj-Britt Bæhrendtz med flera. Två urval av intressanta frågor ur programmet gavs ut i bokform 1971  och 1976 .
Signaturmelodin var Johann Sebastian Bachs Badinerie, som genom radioprogrammet blev känd för en stor del av svenska folket.